# يانوش كووش
يانوش كووش (بالمجرية: Koós János)‏‏ (20 نوفمبر 1937 في بوخارست - 3 مارس 2019 ) مغني، وممثل هزلي، وممثل من المجر.

## روابط خارجية
- يانوش كووش على موقع IMDb (الإنجليزية)
- يانوش كووش على موقع ميوزك برينز (الإنجليزية)
- يانوش كووش على موقع ديسكوغز (الإنجليزية)